# ناحیه رودکی
ناحیهٔ رودکی (به تاجیکی: Ноҳияи Рӯдакӣ) یکی از ناحیه‌های اداری استان ناحیه‌های تابع جمهوری است که در غرب کشور تاجیکستان جای دارد و مرکز این ناحیه، جماعت سامانیان است و با شهر دوشنبه ۱۷ کیلومتر فاصله دارد. این ناحیه به افتخار رودکی شاعر بزرگ پارسی‌گوی، نامگذاری شده‌است.

## مردم
این ناحیه در سال ۲۰۰۸ میلای دارای ۱۰۳٫۰۵۷ نفر جمعیت بوده که مذهب آن‌ها حنفی است و به زبان‌های فارسی تاجیکی و ازبکی سخن می‌گویند.

## حکومت
سرور ناحیهٔ رودکی، رئیس حکومت آن است که توسط رئیس جمهور تاجیکستان برگزیده می‌شود، نهاد قانونگذاری ناحیهٔ رودکی، مجلس نمایندگان خلق می‌باشد که توسط رأی‌دهندگان این ناحیه برای ۵ سال انتخاب می‌شوند.

## تقسیمات
جماعت‌های این ناحیه بشرح زیر است:
| بخش‌های ناحیهٔ رودکی |       |
| جماعت (بخش)        | جمعیت |
| چهارتپه            | ۱۹۴۱۰ |
| اِسپـِچَک             | ۱۴۴۹۶ |
| ۴۰ لِت تاجیکستان    | ۲۲۹۵۱ |
| آق‌کورگان           | ۲۲۰۱۳ |
| سردارف قره‌خان      | ۱۳۴۱۵ |
| لاهور              | ۱۳۰۶۱ |
| کوکتاش             | ۲۲۳۴۸ |
| کُشته‌پین            | ۱۹۲۳۲ |
| کیبلای             | ۸۶۸۲  |
| راحتی              | ۲۲۳۰۷ |
| زینب‌آباد           | ۳۰۳۴۰ |
| گلستان             | ۲۵۹۰۵ |
| سلطان‌آباد          | ۱۰۳۰۶ |
| سامانیان           | ۱۵۹۲۳ |